# Leila Pereira
Leila Mejdalani Pereira (Cambuci, 11 de novembro de 1964) é uma empresária, advogada, jornalista e dirigente esportiva brasileira. Ficou conhecida por presidir a financeira Crefisa e pelas atividades na Sociedade Esportiva Palmeiras, da qual é presidente desde 2021.
No Palmeiras, Leila se tornou a patrocinadora do clube por meio da Crefisa e da Faculdade das Américas. A parceria deu início em 2015, e Leila tornou-se conselheira do clube, chegando à presidência.
Desde o início da parceria com a Crefisa, o Palmeiras conquistou feitos importantes, incluindo dois títulos da Copa Libertadores da América. O clube conseguiu ainda mais quatro títulos do Campeonato Brasileiro.
Em 2022, a Forbes listou Leila Pereira como a quinta mulher mais rica do Brasil. Em 2024, se tornou a primeira mulher a ser Chefe de Delegação da Seleção Brasileira.

## Biografia
Leila nasceu em Cambuci e foi criada em Cabo Frio, no Rio de Janeiro, sendo filha de uma família de classe média. Seus irmãos seguiram a carreira na medicina, enquanto que Leila era criada para ser dona de casa e ter filhos. Entretanto, a contragosto do pai e com o apoio da mãe, mudou-se para o Rio de Janeiro para cursar a faculdade.
Esudou na faculdade de jornalismo da Universidade Estácio de Sá, durante a graduação conseguiu um estágio na Rede Manchete. Ficou pouco tempo na função jornalística, onde teve sua primeira aproximação com o esporte, ao participar da cobertura da Copa do Mundo de 1990.
Na época em que estudava jornalismo, Leila conheceu o empresário José Roberto Lamacchia, fundador da Crefisa, durante uma festa de carnaval em Ipanema. Os dois não mais se separaram e ele passou a visitá-la a cada quinze dias, já que morava no Jardins, em São Paulo.
Aconselhada por Beto, passou a cursar Direito, formando-se pela Universidade Cândido Mendes. Mudou-se para São Paulo em 1996 e tentou ser juíza, mas não conseguiu sucesso em um concurso público e acabou abrindo um escritório. Leila e José Roberto Lamacchia casaram-se em 1999.
Começou a trabalhar com o marido em 2000, ajudando nos processos judiciais da empresa. Em 2008, passou a comandar a Crefisa e o Centro Universitário das Américas (FAM).

### Parceria com o Palmeiras

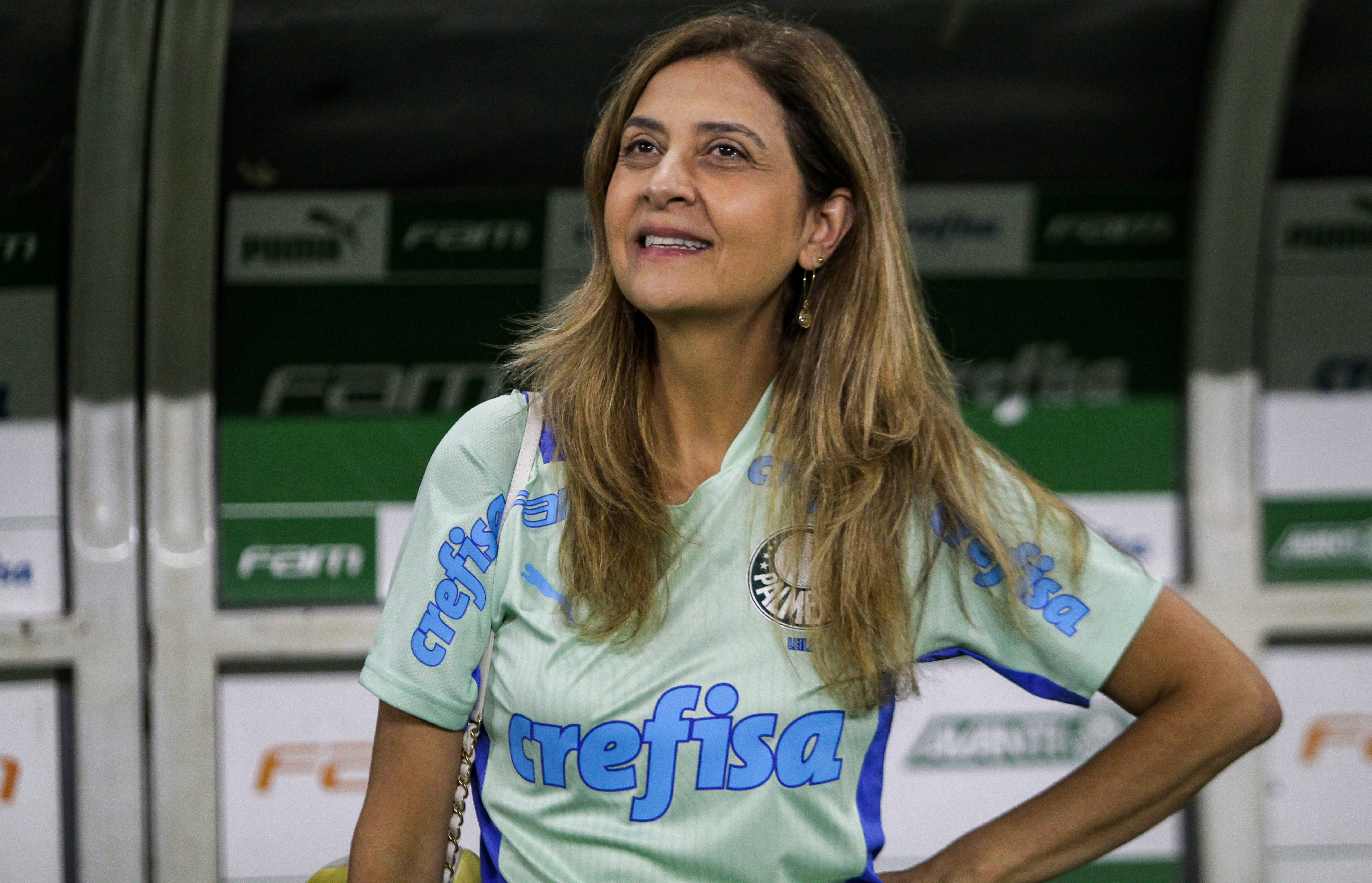
Leila Pereira em 2022

Leila passou a patrocinar o Palmeiras em 2015. Uma das primeiras grandes jogadas do patrocínio da Crefisa no clube foi a contratação do atacante Dudu, comprado por aproximadamente 35 milhões de reais com um aporte da financeira.
O clube passou por um ano desafiador, em 2014, ao quase enfrentar um rebaixamento, evitado com a última rodada do campeonato. Em 2015, logo no primeiro ano de parceria com a Crefisa, o alviverde havia conquistado a Copa do Brasil.
Em 2017, conseguiu ser conselheira do clube. Graças a uma carta do ex-presidente Mustafá Contursi, pôde provar que possuía um título de sócia desde 1996, habilitando-se a concorrer a uma das vagas. Com 250 votos, acabou sendo a mais votada na eleição para o conselho do Palmeiras.
Para seguir com um bom relacionamento, a Crefisa repassava 70 ingressos para Contursi. Entretanto, em 2017, promotores suspeitaram que esses tíquetes estavam sendo vendidos, o que seria ilegal. O caso acabou arquivado por falta de provas, mas o relacionamento entre Contursi e a Crefisa foi rompido.
Desde então, o Palmeiras enfileirou mais conquistas. Foram dois Campeonatos Brasileiros (2016 e 2018), o Campeonato Paulista de 2020 e a Copa Libertadores da América de 2020.

## Presidência do Palmeiras

### Primeiro mandato[15]
No dia 20 de novembro de 2021, em votação com chapa única, Leila foi eleita a 40ª presidente da história do clube, sendo a primeira mulher – recebeu 1.897 votos dos associados de um total de 2.141.
Apesar de atualmente ter uma forte ligação com o clube de futebol paulista, sendo patrocinadora e presidente, curiosamente Leila torcia para outro clube de futebol antes da parceria: o Vasco da Gama.

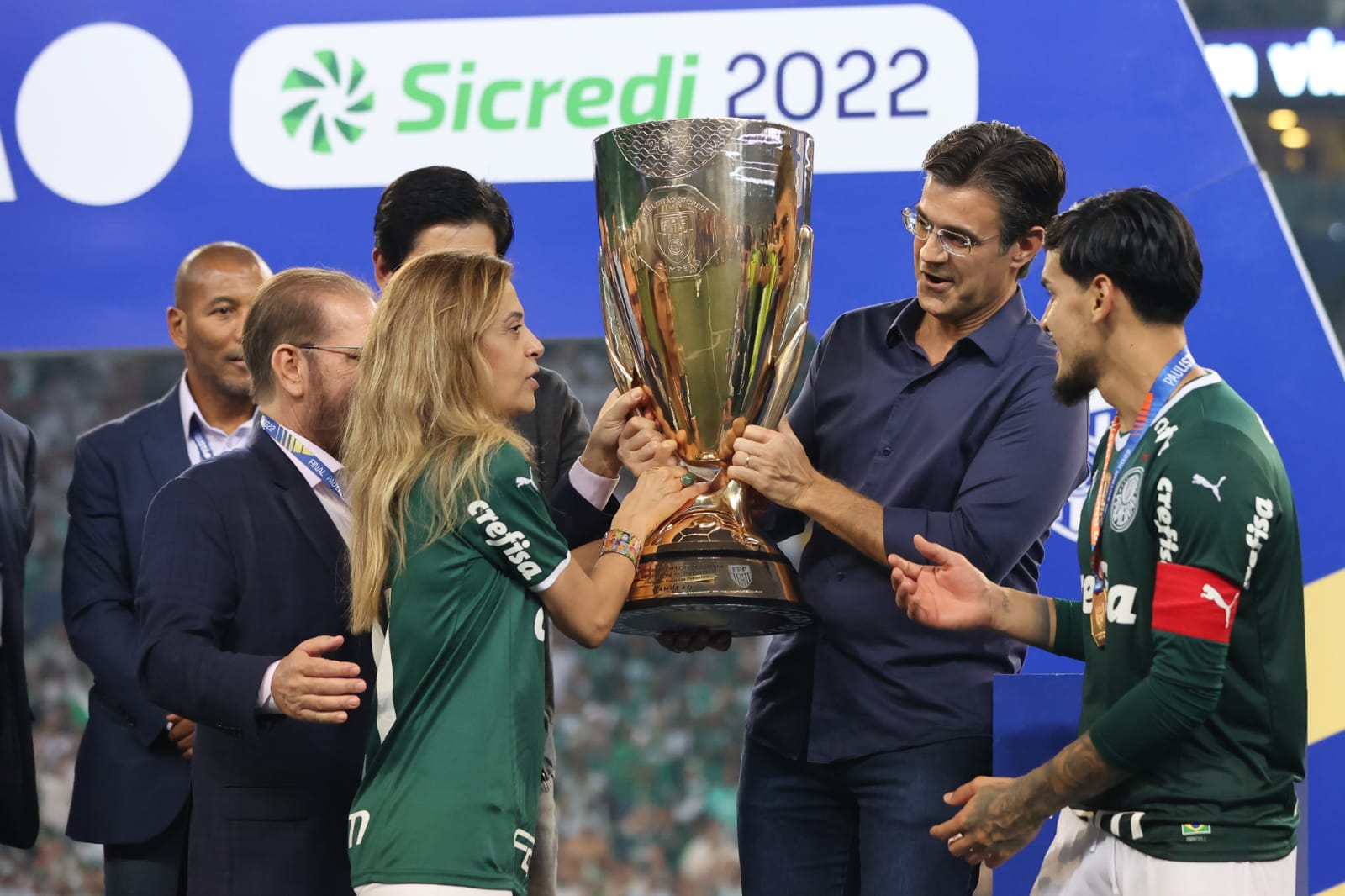
Leila Pereira recebe a taça do Campeonato Paulista nas mãos do então governador Rodrigo Garcia

Pouco tempo após ter vencido a presidência, Leila comemorou mais um título para o Palmeiras: a Copa Libertadores da América de 2021. O mandato de Leila Pereira à frente do clube começou em 15 de dezembro de 2021.
Seu primeiro ano como presidente do Palmeiras foi marcado pelas conquistas do Campeonato Brasileiro de Futebol de 2022, da Recopa Sul-Americana e do Campeonato Paulista. No feminino, o alviverde venceu a Libertadores e o Campeonato Paulista. O clube também foi bem-sucedido nas categorias de base, com os títulos da Copa São Paulo de Futebol Júnior, do Campeonato Brasileiro Sub-20 e do Campeonato Brasileiro Sub-17.
Em outubro de 2022, Leila e seu marido, José Roberto Lamacchia, fundaram uma companhia aérea com o nome Placar Linhas Aéreas S/A. Em janeiro de 2023, ela anunciou a compra de um E190 para uso do clube em jogos fora de São Paulo, com a aeronave juntando-se a outra que a presidente já tinha também em nome da empresa aérea.

#### Protestos da torcida
Leila passou a ser alvo de protestos da torcida do Palmeiras, principalmente pela Mancha Alviverde. A relação ruim da dirigente com a torcida organizada começou logo nos primeiros meses da gestão de Leila no Palmeiras, após a presidente não atender ao desejo da torcida em mudar o lugar reservado no Allianz Parque. Em 2023, Leila passou a ser criticada por causa da demora na contratação de reforços para a temporada. Em junho, torcedores ironizavam a compra do avião feita pela dirigente durante um protesto em frente à sede da Crefisa.
Em setembro, Leila conseguiu uma medida protetiva contra três membros da Mancha Alviverde por causa de ameaças feitas durante uma live que transmitia o protesto dos torcedores na Crefisa. A Justiça determinou que os torcedores deverão manter uma distância de 300 metros do ambiente de trabalho ou da residência da presidente do Palmeiras.
No dia 10 de outubro, torcedores do Palmeiras picharam 40 agências da Crefisa. Os principais alvos foram Leila Pereira e o diretor de futebol Anderson Barros. A Crefisa decidiu processar a Mancha Alviverde pelos danos causados aos estabelecimentos e por acreditar que há elementos que ligam a torcida aos atos por causa dos atritos entre a organizada e a presidente Leila Pereira.

#### Concessão da Arena Barueri
No dia 24 de outubro de 2023, a Crefipar, empresa de Leila Pereira, venceu a concessão para administrar a Arena Barueri. Leila afirmou que a empresa investirá até R$ 500 milhões nos próximos 35 anos, passando a ser lugar dos jogos do Palmeiras quando o Allianz Parque não estiver disponível.

#### Brasileirão 2023
Em dezembro de 2023, a equipe do Palmeiras conquistou a taça do Campeonato Brasileiro de 2023, numa grande recuperação de rendimento no segundo turno do torneio.

### Segundo mandato[27]
Leila Pereira foi reeleita presidente do Palmeiras no dia 24 de novembro de 2024 e seguirá no cargo até o final de 2027. Única mulher no comando de um grande clube no Brasil, Leila é uma empresária de sucesso e uma das mulheres mais ricas e poderosas do país.
Foi reeleita presidente do Palmeiras, em cima de Savério Orlandi. Foram 3153 votos no total, com 2295 para Leila (73,2%) e 858 para Savério (26,8%). Logo após Leila ser reeleita, ela fala: "O candidato que vem da oposição, ele é um candidato que já está no clube há muito tempo, então já esteve na diretoria de futebol e não fez nada de relevante para o clube."
Até o seu 1° mandato o time conquistou a Recopa Sul-Americana (2022), Campeonato Paulista (2022, 2023 e 2024), Campeonato Brasileiro (2022 e 2023) e Supercopa do Brasil (2023).

#### Títulos da Gestão
- Recopa Sul-Americana: 2022
- Campeonato Paulista: 2022, 2023 e 2024
- Campeonato Brasileiro: 2022 e 2023
- Supercopa do Brasil: 2023

## Seleção Brasileira
Em março de 2024, Leila assumiu o posto de chefe de delegação da Seleção Brasileira para os amistoso contra a Inglaterra e a Espanha. Ela dividiu seu cargo com a presidência do Palmeiras naquele período.
Sua participação na Seleção foi marcada por um discurso contrária a falta de posicionamento dos representantes da CBF em relação as condenações legais de Robinho e Daniel Alves. Ambos haviam sido julgados e condenados naquele mesmo mês e a chefe da delegação disse em discurso:
| “                            | Ninguém (da CBF) fala nada, mas eu, como mulher aqui na chefia da delegação, tenho que me posicionar sobre os casos do Robinho e Daniel Alves. Isso é um tapa na cara de todas nós mulheres, especialmente o caso do Daniel Alves, que pagou pela liberdade. Acho importante eu me posicionar. Cada caso de impunidade é a semente do crime seguinte. | ” |
| — Leila Pereira em discurso. | |   |

Seu posicionamento foi fundamental para que outros representantes da seleção fizessem o mesmo. Após ela, Ednaldo Rodrigues (presidente da CBF), Danilo (capitão da Seleção Brasileira), Dorival Júnior (treinador da Seleção) e a própria entidade lançaram pronunciamentos públicos sobre o tema.